# Giorgio Agamben
Giorgio Agamben (n. 22 aprilie 1942, Roma, Regatul Italiei) este un filosof italian, care predă la Institutul Universitar de Arhitectură din Veneția și la Collège International de Philosophie din Paris.

## Biografie
Agamben a urmat studii de drept și filosofie la Roma și Paris, încheiate cu un doctorat despre gândirea politică a lui Simone Weil. În  perioada studenției, printre prietenii săi s-au numărat personalități precum Elsa Morante, Alberto Moravia, Ingeborg Bachmann și regizorul Pier Paolo Pasolini. În filmul lui Pasolini, Evanghelia după Matei (1964), Agamben a interpretat rolul apostolului Filip. Mai târziu, între 1966 și 1968, a participat la seminarele despre Heraclit și Hegel ținute de Martin Heidegger, care a exercitat, alături de Walter Benjamin, o influență hotărâtoare asupra gândirii sale. Agamben a editat de altfel, între 1978 și 1986, edițiile italiene din scrierile lui Benjamin, descoperind cu această ocazie manuscrise ale sale considerate până atunci pierdute.  Agamben a predat în Italia (la Universitățile din Macerata, Verona și Institutul Universitar de Arhitectură din Venezia), Statele Unite ale Americii (la Universitățile Berkeley, California și Northwestern, Evanston) și Germania (la Universitatea Heinrich Heine din Düsseldorf), la Collège International de Philosophie (Paris) și la European Graduate School (Saas-Fee, Elveția). 
În timpul pandemiei din 2020, Giorgio Agamben, în articolul „Medicina ca religie” din luna mai 2020, a luat poziție față de măsurile impuse de către autorități, care ar putea cădea în totalitarisme, și a afirmat că știința medicală are pretenția de a se impune ca religie și că trăsăturile acestei noi religii medicale sunt gnostico-maniheiste. Despre noțiunea de epidemie Agamben a afirmat că reprezintă noul teren de luptă în realizarea unui război civil mondial: „Epidemia, așa cum sugerează etimologia termenului (demos înseamnă în greacă popor în calitate de corp politic, iar polemos epidemos este în Homer numele pentru războiului civil) este, în primul rând, un concept politic, care se pregătește să devină noul teren al politicii – sau non-politicii – mondiale. Într-adevăr, este posibil ca epidemia cu care ne confruntăm să fie realizarea războiului civil mondial care, conform celor mai atenți politologi, a luat locul războaielor mondiale tradiționale. Toate națiunile și toate popoarele sunt acum într-un război de anduranță cu ele însele, deoarece inamicul invizibil și evaziv cu care se luptă se află în noi.”

## Ediții în limba română
- Epidemia ca politică. Unde am ajuns?, trad. de Alex Cistelecan, Alexandria Publishing House, Suceava, 2020
- Împărăția și gloria. Pentru o genealogie teologică a economiei și a guvernării.(Homo sacer II, 4), trad. de Alex Cistelecan, Editura Tact, Cluj-Napoca, 2018.
- Deschisul. Omul și animalul, trad. de Vlad Russo, Editura Humanitas, București, 2016.
- Opus Dei. Arheologia oficiului (Homo sacer II, 5), trad. de Alex Cistelecan, Editura Tact, Cluj-Napoca, 2016.
- Stasis. Războiul civil ca paradigmă politică (Homo sacer II, 2), trad. de Alex Cistelecan, Editura Tact, Cluj-Napoca, 2015.
- Stanțe. Cuvântul și fantasma în cultura occidentală, trad. de Anamaria Gebăilă, Editura Humanitas, București, 2015.
- Nuditatea, trad. de Anamaria Gebăilă, Editura Humanitas, București, 2015.
- Mijloace fără scop. Note despre politică, trad. de Alex Cistelecan, Editura Tact, Cluj-Napoca, 2013.
- Prietenul și alte eseuri, trad. de Vlad Russo, Editura Humanitas, București, 2012.
- Sacramentul limbajului. Arheologia jurământului, trad. de Alex Cistelecan, Editura Tact, Cluj-Napoca, 2011.
- Profanări, trad. de Alex Cistelecan, Editura Tact, Cluj-Napoca, 2010.
- Timpul care rămâne. Un comentariu al «Epistolei către Romani», trad de Alex Cistelecan, Editura Tact, Cluj-Napoca, 2009.
- Starea de exceptie (Homo sacer II, 1), trad. de Alex Cistelecan, Editura Idea, Cluj-Napoca, 2008.
- Ce rămîne din Auschwitz: arhiva și martorul, trad. de Alex Cistelecan, Editura Idea, Cluj-Napoca, 2006.
- Homo Sacer. Puterea suverană și viața nudă, trad. de Alex Cistelecan, Editura Idea, Cluj-Napoca, 2006.